# Lincoln (Nebraska)
Lincoln é a capital do estado norte-americano do Nebraska e sede do condado de Lancaster. A cidade tem esse nome em homenagem ao ex-presidente Abraham Lincoln, assassinado em 1865, pouco depois do fim da Guerra Civil Americana. Foi fundada em 1856 como o nome de Lancaster e incorporada em 1 de abril de 1869, tendo sido renomeada para Lincoln em 29 de julho de 1869.
Está situada nas margens do famoso rio Missouri. A cidade é o destino de férias dos habitantes do estado.
Em Lincoln encontra-se a Universidade de Nebraska, que tem quatro campi universitários.

## Geografia
De acordo com o United States Census Bureau, a cidade tem uma área de 252,7 km², dos quais 249,2 km² estão cobertos por terra e 3,5 km² por água.

## Demografia
Segundo o censo nacional de 2010, sua população é de 258 379 habitantes, fazendo dela a segunda cidade mais populosa do estado do Nebraska, ficando atrás somente de Omaha. Possui 110 546 residências que resulta em uma densidade de 478,9 residências/km². É a 72ª cidade mais populosa do país.

## Marcos históricos

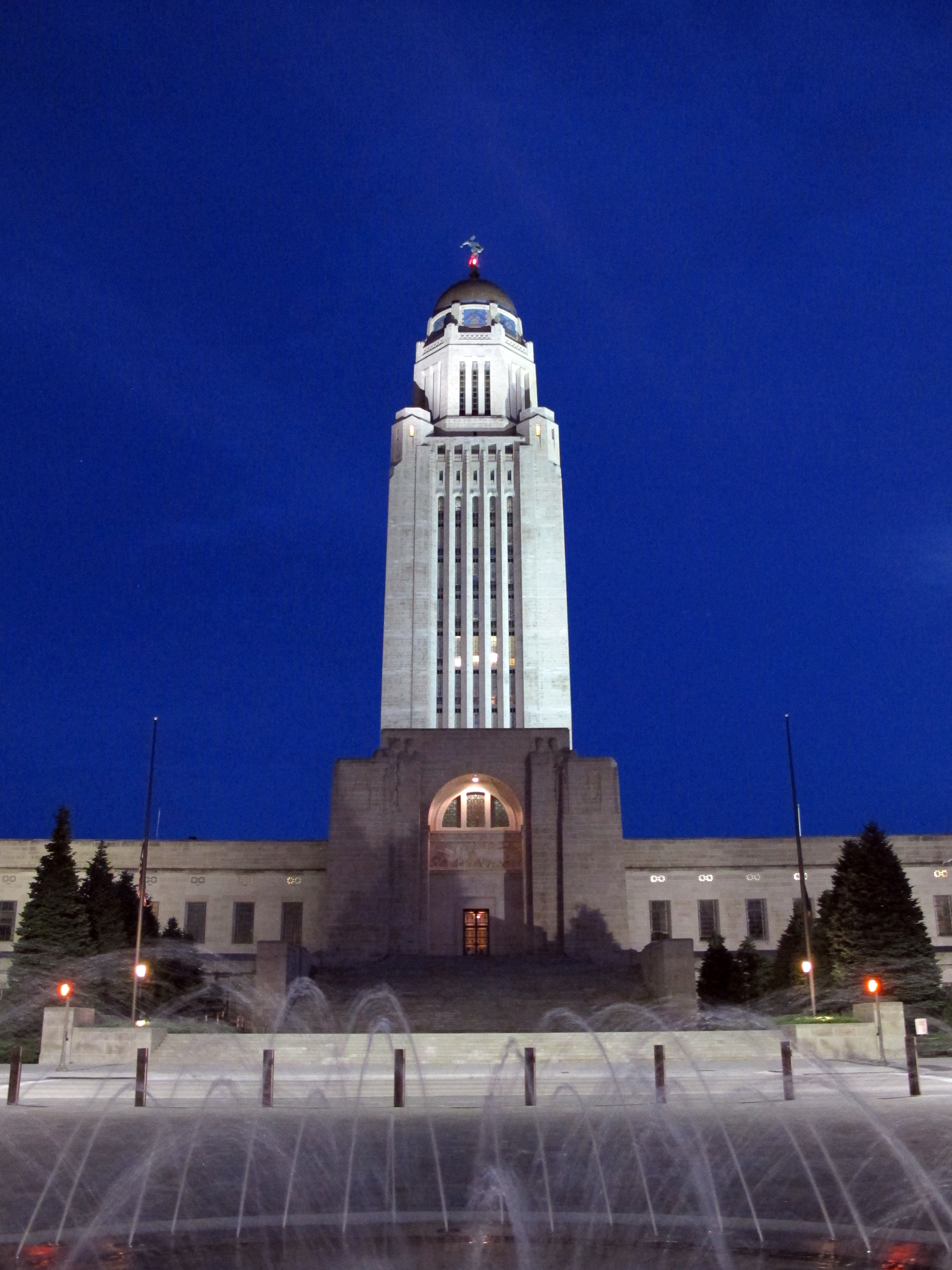
Capitólio Estadual do Nebraska

O Registro Nacional de Lugares Históricos lista 98 marcos históricos em Lincoln, dos quais 2 são Marco Histórico Nacional. O primeiro marco foi designado em 15 de outubro de 1966 e o mais recente em 9 de novembro de 2020. O Capitólio Estadual do Nebraska é um dos marcos da cidade.